# رالف نوريس
رالف نوريس (بالإنجليزية: Ralph Norris)‏ هو مصرفي نيوزيلندي وأسترالي، ولد في 1949.